# Перекопівське нафтогазоконденсатне родовище
Перекопівське нафтогазоконденсатне родовище — належить до Талалаївсько-Рибальського нафтогазоносного району Східного нафтогазоносного регіону України.

## Опис
Розташоване в Сумській області на відстані 15 км від м. Ромни.
Знаходиться в північно-західній частині приосьової зони Дніпровсько-Донецької западини в межах Артюхівсько-Анастасівського структурного валу.
Підняття виявлене в 1963-66 рр.
Структура — брахіантикліналь субширотного простягання розмірами по ізогіпсі — 4375 м 6,0х2,5 м, амплітуда понад 75 м. У 1975 р. з газових покладів в інтервалі 4440-4450 м отримано перший промисловий приплив нафти.
Поклади пластові і масивно-пластові, склепінчасті, деякі літологічно обмежені. Колектори — пісковики.
Експлуатується з 1982 р. Режим Покладів пружноводонапірний з переходом у водонапірний. Запаси початкові видобувні категорій А+В+С1 — 6461 тис.т нафти; розчиненого газу — 2237 млн. м³; конденсату — 727 тис. т. Густина дегазованої нафти 811—828 кг/м³. Вміст сірки у нафті 0,083-0,1 мас.%.